# Krwistek (ginekologia)
Krwistek to gromadzenie się w świetle pochwy treści płynnej wynikające z zarośnięcia żeńskich narządów płciowych (najczęściej błony dziewiczej).

Przeczytaj ostrzeżenie dotyczące informacji medycznych i pokrewnych zamieszczonych w Wikipedii.